# Kleszczewo (powiat giżycki)
Kleszczewo (niem. Kleszewen, od 1927 Brassendorf) – wieś w Polsce położona w województwie warmińsko-mazurskim, w powiecie giżyckim, w gminie Miłki.
W latach 1975–1998 miejscowość należała administracyjnie do województwa suwalskiego.
Zobacz też: Kleszczewo, Kleszczewo Kościerskie